# 文化の痕跡
文化の痕跡（ぶんかのこんせき、フランス語: empreinte culturelle）は、グループや個人が文化的環境に及ぼす影響である。

## 定義の要素
文化の痕跡は、ユネスコ、 OECD 、フランコフォニー国際機関、フランスの省庁、企業、市民社会の専門家グループの主導により、2013年6月に定義された。
「あるエージェントの行為によって文化的環境に生成される、正負を問わずすべての外部性」と定義される。その外部性が文化多様性を豊かにするとき 、あるいは文化的強度を促進するときポジティブであると見なされる。
2017年に発表された2つ目の参考文書には、基板と創造的な雰囲気に対して「すべての関係者は利用可能な文化資源を活性化する、つまり探索し利用する可能性がある。同時に、積極的に貢献することも彼らの責任である。」グループや個人は「要求を出し、自分たちの特異性にコミットし、関与し、文化的に投資する必要がある。」と記載されている。